# X-Ray Pop
X-Ray Pop, stylisé X-RAY POP, est un groupe d'electropop underground français, originaire de Tours, en Indre-et-Loire.

## Biographie
Le groupe est formé en 1984 à Tours par Didier Doc Pilot et Zouka Dzaza (Isabelle de Saint Loup),. Il sort quinze albums sur des labels indépendants et sur East West/Warner Music France. Avec le single El Gato, il est disque du mois dans le Melody Maker et le New Musical Express. Il est actuellement considéré comme un groupe culte et des groupes tels que La Femme, Stereolab ou les Beastie Boys le citent dans leurs influences. En 2014, le label anglais Finders Keepers Records du DJ Andy Votel produit une anthologie de X-Ray Pop d'une soixantaine de titres sous la forme de deux 33 tours et un CD sur son sous-label Cache Cache.
Le 2 avril 2021, le groupe sort un album live en hommage à Patrick Gicquel, son bassiste historique décédé en 2019 à l'âge de 48 ans. Il a été enregistré au festival des Rockomotives de Vendôme en 2020.

## Discographie partielle

### Albums studio
- 1997 : Baby Speedock Freak's Army / Cosmofuzz Ballroom (2xCD, Eastwest)
- 1999 : Zouka Land (CD, Eastwest)
- 1999 : Absolutely Nice (CD, Eastwest)
- 2001 : Surrealistic Pilot (CD, Eastwest)

### EP
- 1987 : Welcome to My Guinea Pig's Box (33 tours, MB5)
- 1987 : Psychedelik Dolls (33 tours, RRRecords)
- 1988 : Cosmofuzz Balroom (33 tours, Sex)
- 1989 : Musky Muscle (33 tours, berman International)

### Compilations
- 2011 : Radio Pilot (2xCD, Infrastition)
- 2012 : The Dream Machine (33 tours, Dark Entries)
- 2013 : Pirate! The Dark Side of the X! (33 tours, Cache Cache)
- 2013 : Ding Dong Songs (Cache Cache)
- 2013 : Ding Dong Dub (33 tours, Cache Cache)
- 2013 : Ding Dong Disques (33 tours, Cache Cache)

### Albums live
- 2003 : Fuzzy Soundtracks (Eastwest)
- 2021 : Live aux Rockomotives